# Clamecy (Aisne)
Clamecy település Franciaországban, Aisne megyében. Lakosainak száma 238 fő (2022. január 1.). Clamecy Braye, Crouy, Leury, Terny-Sorny és Vuillery községekkel határos.

## Népesség
A település népességének változása:
| Lakosok száma | 199  | 198  | 292  | 237  | 222  | 224  | 228  | 228  | 228  | 238  |
|               | 1968 | 1982 | 1990 | 2006 | 2013 | 2015 | 2017 | 2019 | 2020 | 2022 |